# Bondorf
Bondorf est une commune de Bade-Wurtemberg (Allemagne), située dans l'arrondissement de Böblingen, dans la région de Stuttgart, dans le district de Stuttgart.

## Géographie
Bondorf est situé dans le Korngäu ou Gäu supérieur, 10 km au sud de Herrenberg, 16 km au nord-est de Horb am Neckar, 10 km au nord-ouest de Rottenburg am Neckar. En outre Bondorf est situé à 45 km au sud de Stuttgart.

## Histoire
Bondorf a d'abord été mentionné en 1150 dans les documents du monastère de Reichenbach. Ce texte parlait d'un beau village appelé Baumdorf (Village des Arbres), qui est considéré comme l'origine du nom actuel Bondorf. Le territoire était déjà habité à l'époque romaine, ainsi que l'atteste la Villa Rustica dégagée en 1975 (voir ci-dessous). En 1559, le village de Bondorf avec l'église et sa tour a complètement brûlé sauf quatre maisons. En 1685, 41 habitations et leurs granges ont brûlé par la suite de la foudre. Dans un autre incendie catastrophique le 23 octobre 1815, 40 bâtiments ont à nouveau brûlé en 2 heures. Chaque fois, cependant, les habitations sont reconstruites. 
En 1879, une ligne de chemin de fer a été construite en direction de Stuttgart et Horb. En 1905 enfin une régie des eaux (Gäuwasserversorgung) a été fondée et basée à Bondorf.
Au cours de la période du régime nazi, il y avait près de Bondorf un aérodrome pour chasseur de nuit. Aujourd'hui, il ne reste qu'une route de gravier, qui représentait la piste. L'aérodrome a été construit principalement en travail forcé par des prisonniers du camp de concentration Hailfingen-Tailfingen. Ce camp de concentration était un camp annexe du camp de concentration de Natzweiler. En outre, de nombreux prisonniers sont morts fusillés ou victimes de mauvais traitements. 72 victimes ont été enterrées dans une fosse commune à l'extrémité de la piste. Le 1er juin 1945, trois survivants ont signalé le charnier aux soldats français, et il a été ouvert le jour suivant. La population masculine d'Oberndorf, Hailfingen et tous les citoyens de Bondorf et Tailfingen ont dû marcher vers l'aéroport pour déterrer les cadavres . 
Des hommes de Tailfingen devaient mettre à jour le charnier ; au cours de ces opérations deux citoyens de Bondorf morts, victimes de mauvais traitements de la part des soldats français. Il y a en mémoire des victimes de la guerre et de la terreur nazie une plaque dans la tour romane et dans l'église protestante un vitrail de l'artiste Emil Jo Homolka.
En 1972, le nouvel hôtel de ville a été inauguré dans la rue Hindenburg. Deux ans plus tard, l'usine de traitement des eaux usées Bondorf-Hailfingen a été achevée, avec écoulement des eaux par le Kochhart-Graben. Un an plus tard, à son tour la reconstruction de la Gäuhalle est achevée. Elle a été entièrement rénovée en 1999. Le lycée a été construit en 1966 puis été étendue à une école primaire en 1985 et enfin agrandi deux fois en 1995 et en 2005.